# ステファン・ピション
ステファン・ジャン・マリー・ピション（Stéphen Jean Marie Pichon, 1857年8月10日 - 1933年9月18日）は、フランスの外交官・政治家。コート＝ドール県生まれ。三回に渡り外務大臣を務めた。

## 生涯
ジャーナリストとしてキャリアを始め、1880年に急進共和主義を標榜した「正義（La Justice）」誌の創刊に参加した。これを機にジョルジュ・クレマンソーの知遇を得て、1885年に下院議員に当選し政界入りした。議会では反教権主義活動に専念し、パナマ運河疑獄に関わったクレマンソーが苦しくなると、彼を弁護した。1893年、再選に失敗しながら外交任務に移り、ハイチ・ブラジル駐在公使を務めた。ブラジル駐在時はフランス領ギアナとブラジル間の国境紛争を解決する条約に署名している。
1897年、清国駐在公使に赴任して北清事変に遭遇した。1901年、チュニジア統監に任命。1906年、ジュラ県の上院議員に当選し政界に復帰し、同年10月には第一次クレマンソー内閣の外相として入閣する。在任中は1907年に成立した三国協商にのっとり、対独政策を推進した。また、オーストリア・ハンガリー帝国のボスニア・ヘルツェゴビナ併合問題などの処理に当たった。対日関係では、日露戦争終了後、日仏間の関係改善に動いた。1913年、ルイ・バルトゥー内閣で短期間、外相を務めた後、1917年、三度外相に就任し、クレマンソーを補佐し、第一次世界大戦の終結に当たった。ただし、戦後のパリ講和会議、ヴェルサイユ体制成立に当たっては、クレマンソーと意見が対立し、外交上の主導権が取れなかったとされる。1924年、政界から引退した。